# 草绣球属
草绣球属（学名：Cardiandra）是绣球科下的一个属，为落叶亚灌木植物。该属共有3种，分布于东亚。